# Judd Trump
Judd Trump (Bristol, 20 de agosto de 1989), com a alcunha The Ace in The Pack, é um jogador profissional de snooker, que venceu o Campeonato Mundial de Snooker de 2019. Profissional desde 2005, em 3 de abril de 2011 Trump venceu o seu primeiro título a contar para o ranking mundial, batendo Mark Selby por 10-8 na final do Open da China. Venceu também o campeonato britânico de snooker de 2011, batendo por 10-8 na final o norte-irlandês Mark Allen. Já este ano venceu o European Master frente a Ronnie O´Sullivan na negra por 9-8 e ainda o Players Championship por 10-8 frente ao oitavo do ranking mundial Marco Fu. Foi o número 1 do ranking mundial durante vários meses em 2012. Ao vencer o campeonato mundial de 2019 entrou também para a lista dos vencedores da Triple Crown.